# Halvard Lange

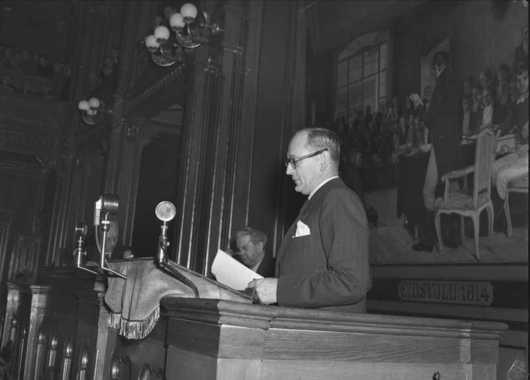
Halvard Lange en 1949.

Halvard Manthey Lange (Kristiania, 16 de septiembre de 1902-Oslo, 19 de mayo de 1970) fue un diplomático, político y hombre de estado noruego.

## Carrera
Se convirtió en socio del Partido Laborista noruego en 1927. Desde 1930 hasta 1935 trabajó como profesor, convirtiéndose en catedrático de la Universidad de Oslo en 1935. Fue arrestado por los nazis durante la ocupación de Noruega en 1942 y pasó el resto de la guerra en varios campos de concentración. Accedió al cargo de Ministro de Asuntos Exteriores en 1946, desempeñándolo hasta 1965, exceptuando un mes en 1963 durante la administración de John Lyng.
Antes de acceder al cargo de Ministro, en 1945 se convirtió en miembro del Comité del Premio Nobel en Noruega, aunque dejó el cargo en 1946 para acceder al Ministerio de Asuntos Exteriores. Lange fue, conjuntamente con Lester B. Pearson y Gaetano Martino, uno de los miembros del Comité de los Tres que planificaban para la OTAN formas de colaboración no militar, siendo el Programa para la Ciencia de 1957 el resultado directo de su trabajo. Su padre fue Christian Lous Lange, Premio Nobel de la Paz. Su hermano, Carl Viggo, también accedió al Parlamento de Noruega.